# William Higinbotham
William (Willy) Alfred Higinbotham (* 25. Oktober 1910 in Bridgeport, Connecticut; † 10. November 1994 in Gainesville, Georgia) war ein US-amerikanischer Physiker und der erste Generalsekretär der Federation of American Scientists. Er gilt als Erfinder des ersten Videospiels, Tennis for Two (1958).

## Laufbahn
Higinbotham begann sein Physikstudium am Williams College und beendete es bis zum Ausbruch des Zweiten Weltkrieges an der Cornell University im US-Bundesstaat New York. Es folgten eine Berufung zur wissenschaftlichen Arbeit im Bereich Radartechnologie am Radiation Laboratory des Massachusetts Institute of Technology (MIT) und später der Wechsel zum Manhattan Project.
Seit 1945 war Higinbotham Leiter der Elektronikabteilung im Los-Alamos-Forschungszentrum und arbeitete dort an Zeitschaltkreisen für die ersten Atombomben und am Radar-Gerät. Nach eigenen Aussagen war er nicht stolz auf die Arbeit an der Atombombe.
Nach 1945 wurde er erster Generalsekretär der Federation of American Scientists, einem Verband von Wissenschaftlern, der sich gegen Atomwaffen engagierte.
Ab 1947 war er Leiter der Instrumentation Division am Brookhaven National Laboratory (BNL) und arbeitete in einer Abteilung für Mess- und Analyseinstrumente. In dieser Zeit setzte er Analogcomputer für die Öffentlichkeitsarbeit des BNL ein.
Später arbeitete er für die amerikanische Atomkontrollbehörde und kämpfte dort für die möglichst sichere Lagerung von Atommüll.

## Tennis for Two

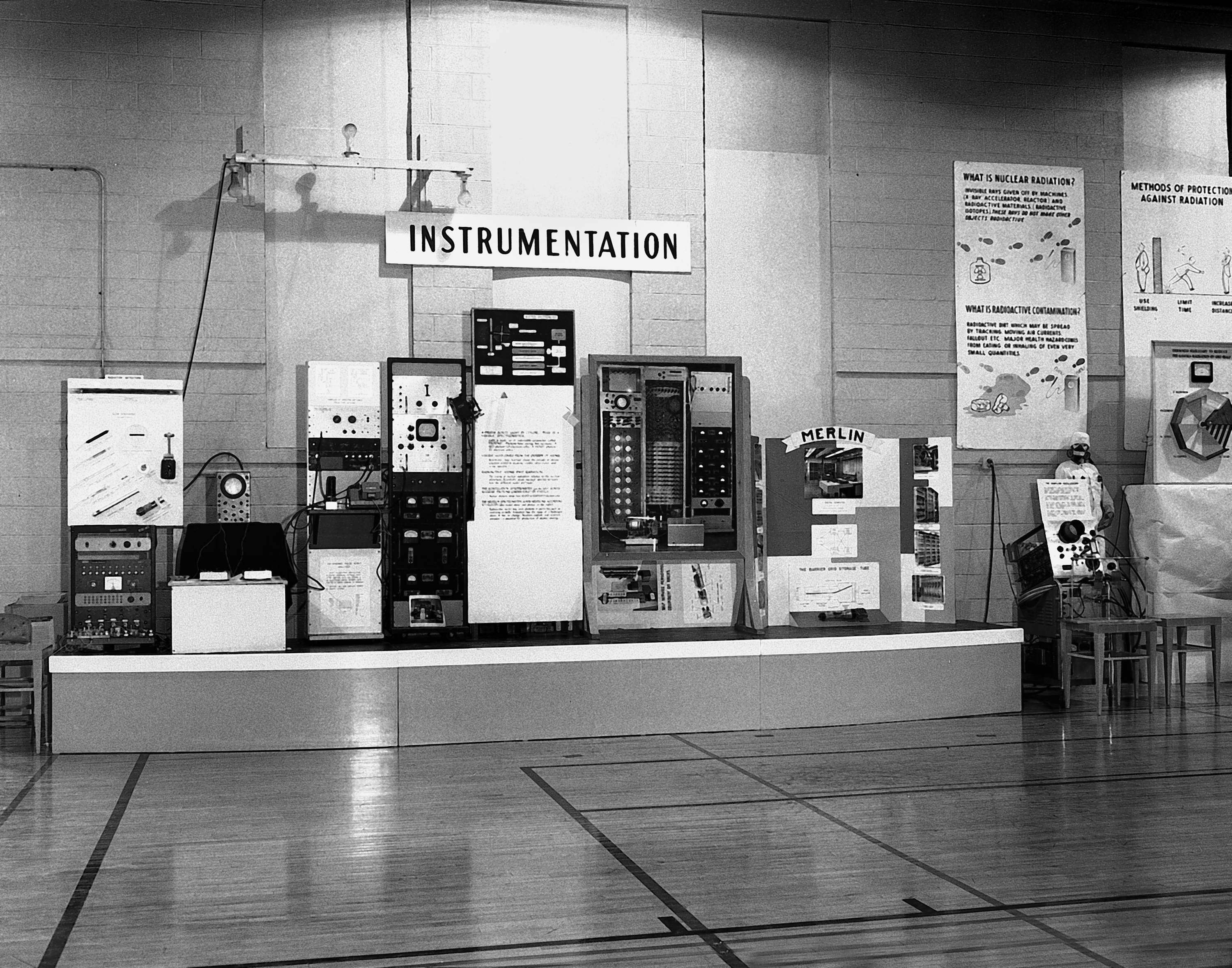
Tennis for Two am BNL, 1958

Im Oktober 1958, am Tag der offenen Tür in der Turnhalle des BNL, präsentierte Higinbotham Tennis for Two, eine Anordnung aus Analogcomputer und Oszillographen, bei dem zwei Personen eine vereinfachte Art Tennis gegeneinander spielen konnten. Higinbotham hatte nie ein Patent auf diese Erfindung angemeldet. Er wurde 1982 von der Firma Nintendo bei einem Prozess gegen Magnavox als Zeuge geladen. Magnavox stellte Lizenzforderungen für das Patent auf Heimvideospiele. Durch eine außergerichtliche Einigung der beiden Unternehmen wurde Higinbotham nie offiziell als Erfinder des Videospiels anerkannt.